# Bauhaus e seus sítios em Weimar e Dessau
O Bauhaus e seus sítios em Weimar, Dessau e Bernau, é um conjunto monumental declarado Património Mundial nas cidades alemãs de Weimar,  Dessau e Bernau bei Berlin. É composto pelos seguintes monumentos:
- Edificio principal da Academia de Weimar para arquitectura e artes constructivas - Universidade de Weimar, 50° 58′ 29,2″ N, 11° 19′ 46,2″ L
- Edificio Van-de-Velde da Academia para arquitectura e artes constructivas - Universidade de Weimar, 50° 58′ 29″ N, 11° 19′ 45,7″ L
- O Haus am Horn, 50° 58′ 24,3″ N, 11° 20′ 20,9″ L
- O Bauhaus (edificio), 51° 50′ 18,4″ N, 12° 13′ 38,2″ L
- As Casas dos Mestres, 51° 50′ 36,1″ N, 12° 13′ 17,5″ L
- ADGB Schule Bernau 52° 42′ 23″ N, 13° 32′ 38″ L